# Clan Ōtomo
El clan Ōtomo (大友氏 Ōtomo-shi) fou una família japonesa d'entre el període Kamakura i el període Sengoku, abastant més de 400 anys. Les terres hereditàries del clan es troben a Kyūshū
Després de l'establiment del shogunat Kamakura, diverseos membres del clan reberen el càrrec de shugo (governador militar) de les provincies Bungo i Buzen, a Kyūshū.
De la mateixa manera que els Ōtomo foren un dels majors clans de Kyūshū, juntament amb els Shōni and the Shimazu, tingueren un rol central en l'organització de la defensa contra les invasions mongoles del Japó en 1274 i 1281.
També jugaren un paper important en l'establiment del shogunat Ashikaga en els 1330. Els guerrers Ōtomo lluitaren al costat d'Ashikaga Takauji, amb qui guanyaren diverses batalles clau, inclosa la batalla de Sanoyama. Això va contribuir a assegurar posicions governamentals de poder en el nou shogunat.
Foren un clan poderós durant tot el període Sengoku (1478-1572). Els Ōtomo son especialment importants per ser un dels primers clans en establir contacte amb els europeus i en comerciar amb ells. En els voltants de 1542, tres vaixells portuguesos foren transportats per un tifó a l'illa de Tanegashima, a la costa de Kyūshū. Durant els anys, el comerç amb els portuguesos fou bastant regular i comú a Kyūshū. Els missioner jesuita Francesc Xavier arribà al Japó en 1549 i aviat es reuní amb Ōtomo Sōrin, shugo de les províncies de Bungo i Buzen, qui després seria descrit per Xavier com a «rei» i convertit al catolicisme romà en 1578. Ōtomo estava molt interessat en assegurar la continuïtat del comerç amb el seu clan, així com el contacte amb els portuguesos, veient les possibilitats que oferien pel que feia a beneficis tecnològics i, potser més important, beneficis econòmics. El 1552, els emissaris del clan Ōtomo van viatjar a Goa amb Xavier, per reunir-se amb el governador portuguès de l'Índia. Xavier i altres missioners jesuïtes tornarien a Kyūshū, viatjant i fent proselitisme; els Ōtomo estaven sempre ben disposats i, com a resultat, aconseguiren varis èxits a Bungo, convertint mots japonesos al cristianisme.
Cap al final del segle xvi, el Ōtomo va combatre tant contra el clan Shimazu com el clan Mōri, que eren marins experts. Tot i que no van tenir un paper important en les campanyes de Tokugawa Ieyasu que van acabar amb el període Sengoku, van conservar els seus dominis en el període Edo.

## Caps del clan
1. Ōtomo Yoshinao (大友能直, 1172–1223)
2. Ōtomo Chikahide (大友親秀, 1195–1248)
3. Ōtomo Yoriyasu (大友頼泰, 1222–1300)
4. Ōtomo Chikatoki (大友親時, 1236–1295)
5. Ōtomo Sadachika (大友貞親, 1246–1311)
6. Ōtomo Sadamune (大友貞宗, ? –1334)
7. Ōtomo Ujiyasu (大友氏泰, 1321–1362)
8. Ōtomo Ujitoki (大友氏時, ? –1368)
9. Ōtomo Ujitsugu (大友氏継, ? –1401)
10. Ōtomo Chikayo (大友親世, ? –1418)
11. Ōtomo Chikaaki (大友親著, ? –1426), també conegut com a "Chikatsugu".
12. Ōtomo Mochinao (大友持直, ? –1445)
13. Ōtomo Chikatsuna (大友親綱, ? –1459)
14. Ōtomo Chikataka (大友親隆, ? –1470)
15. Ōtomo Chikashige (大友親繁, 1411–1493)
16. Ōtomo Masachika (大友政親, 1444–1496)
17. Ōtomo Yoshisuke (大友義右, 1459–1496)
18. Ōtomo Chikaharu (大友親治, 1461–1524)
19. Ōtomo Yoshinaga (大友義長, 1478–1518)
20. Ōtomo Yoshiaki (大友義鑑, 1502–1550)
21. Ōtomo Sōrin (大友宗麟, 1530–1587), originàriament, Ōtomo Yoshishige (大友義鎮)
22. Ōtomo Yoshimune (大友義統, 1558–1610)
23. Ōtomo Yoshinori (大友義乗, 1577–1612)
24. Ōtomo Yoshichika (大友義親, 1597–1619)

## Membres notables
- Ōtomo no Kuronushi – Poeta clàssic
- Ōtomo-Nata Jezebel (d.1587) – Alta sacerdotessa d'Usa Jingū.
- Myorin – Dama del castell Tsurusaki.
- Ōtomo Sōrin (1530–1587), Shugo deles províncies de Bugo i Buzen

## En la cultura popular
Otomo és una de les nacions jugables dels videojocs d'estratègia Europa Universalis IV, Sengoku i Shogun 2.